# Diócesis de Kankan
La diócesis de Kankan (en latín: Dioecesis Kankanensis y en francés: Diocèse de Kankan) es una circunscripción eclesiástica de la Iglesia católica en Guinea. Se trata de una diócesis latina, sufragánea de la arquidiócesis de Conakri. Desde el 20 de noviembre de 2021 su obispo es Alexis Aly Tagbino.

## Territorio y organización
La diócesis tiene 100 274 km² y extiende su jurisdicción sobre los fieles católicos de rito latino residentes en la región de Faranah (excepto la prefectura de Kissidougou) y la región de Kankan (excepto la prefectura de Kérouané).
La sede de la diócesis se encuentra en la ciudad de Kankan, en donde se halla la Catedral de Nuestra Señora de la Victoria y de la Paz.
En 2023 en la diócesis existían 8 parroquias.

## Historia
La prefectura apostólica de Kankan fue erigida el 12 de mayo de 1949 mediante la bula Evangelizationis operi del papa Pío XII, obteniendo el territorio del vicariato apostólico de Guinea Francesa (hoy arquidiócesis de Conakri).
El 17 de noviembre de 1993 la prefectura apostólica fue elevada a diócesis mediante la bula Cum in Apostolica de Juan Pablo II.
El 29 de junio de 2023 cedió una parte de su territorio para la erección de la diócesis de Guéckédou mediante la bula Labores et fidem.

## Estadísticas
Según el Anuario Pontificio 2024 la diócesis tenía a fines de 2023 un total de 31 290 fieles bautizados.
| Año                                                                             | Población            | Población | Población      | Sacerdotes | Sacerdotes    | Sacerdotes    | Bautizados por sacerdote | Diáconos permanentes | Religiosos | Religiosos | Parroquias |
| Año                                                                             | Bautizados católicos | Total     | % de católicos | Total      | Clero secular | Clero regular | Bautizados por sacerdote | Diáconos permanentes | Varones    | Mujeres    | Parroquias |
| ------------------------------------------------------------------------------- | -------------------- | --------- | -------------- | ---------- | ------------- | ------------- | ------------------------ | -------------------- | ---------- | ---------- | ---------- |
| 1950                                                                            | 6710                 | 533 000   | 1.3            | 17         |               | 17            | 394                      |                      | 2          | 5          |            |
| 1968                                                                            | 15 048               | 993 293   | 1.5            | 1          | 1             |               | 15 048                   |                      | 1          | 2          | 8          |
| 1988                                                                            | 46 954               | 1 592 625 | 2.9            | 15         | 13            | 2             | 3130                     |                      | 16         | 7          | 4          |
| 1999                                                                            | 52 627               | 1 804 082 | 2.9            | 25         | 20            | 5             | 2105                     |                      | 10         | 6          | 13         |
| 2000                                                                            | 53 341               | 1 804 082 | 3.0            | 25         | 20            | 5             | 2133                     |                      | 11         | 10         | 13         |
| 2001                                                                            | 52 727               | 1 804 082 | 2.9            | 24         | 19            | 5             | 2196                     |                      | 11         | 10         | 13         |
| 2002                                                                            | 54 950               | 1 804 082 | 3.0            | 24         | 17            | 7             | 2289                     |                      | 13         | 10         | 13         |
| 2003                                                                            | 54 829               | 1 809 466 | 3.0            | 32         | 26            | 6             | 1713                     |                      | 14         | 13         | 15         |
| 2004                                                                            | 55 483               | 1 809 716 | 3.1            | 27         | 22            | 5             | 2054                     |                      | 13         | 12         | 15         |
| 2006                                                                            | 57 048               | 1 811 143 | 3.1            | 30         | 25            | 5             | 1901                     |                      | 10         | 13         | 20         |
| 2007                                                                            | 57 747               | 1 890 148 | 3.0            | 32         | 27            | 5             | 1804                     | 3                    | 10         | 16         | 22         |
| 2011                                                                            | 70 642               | 1 954 000 | 3.6            | 39         | 33            | 6             | 1811                     |                      | 13         | 5          | 14         |
| 2013                                                                            | 71 392               | 2 078 000 | 3.4            | 39         | 31            | 8             | 1830                     |                      | 14         | 7          | 14         |
| 2016                                                                            | 73 220               | 2 271 848 | 3.2            | 44         | 39            | 5             | 1664                     |                      | 9          | 9          | 20         |
| 2019                                                                            | 78 700               | 3 063 500 | 2.6            | 36         | 32            | 4             | 2186                     |                      | 11         | 11         | 20         |
| 2021                                                                            | 83 000               | 3 237 760 | 2.6            | 37         | 37            |               | 2243                     |                      | 27         | 13         | 20         |
| 2023                                                                            | 31 290               | 1 466 986 | 2.1            | 26         | 26            |               | 1203                     |                      | 3          | 5          | 8          |
| Fuente: Catholic-Hierarchy, que a su vez toma los datos del Anuario Pontificio. |                      |           |                |            |               |               |                          |                      |            |            |            |

## Episcopologio
- Maurice Le Mailloux, C.S.Sp. † (17 de marzo de 1950-diciembre de 1957 renunció)[nota 1]
- Jean-Baptiste Coudray, C.S.Sp. † (14 de diciembre de 1958-1979 renunció)
  - Sede vacante (1979-1993)[nota 2]
- Vincent Coulibaly (17 de noviembre de 1993-6 de mayo de 2003 nombrado arzobispo de Conakri)
  - Sede vacante (2003-2007)[nota 3]
- Emmanuel Félémou † (5 de enero de 2007-1 de marzo de 2021 falleció)
- Alexis Aly Tagbino, desde el 20 de noviembre de 2021[nota 4]